# Julian Creus
Julian Creus   (Liverpool, 30 de juny de 1917 - Granville, 9 de setembre de 1992) fou un aixecador anglès que va competir durant les dècades de 1940 i 1950.
El 1948 va prendre part en els Jocs Olímpics de Londres, on guanyà la medalla de plata en la categoria del pes gall del programa d'halterofília. També disputà els Jocs de Hèlsinki de 1952 i Melbourne de 1956 en la categoria del pes ploma, on finalitzà en novena i onzena posició respectivament.
En el seu palmarès també destaquen dues medalles de plata al Campionat del Món d'halterofília, el 1950 i 1951, tres al Campionat d'Europa d'halterofília, i una als Jocs de l'Imperi Britànic.